# Pero scotica
Pero scotica är en fjärilsart som beskrevs av Jacob Hübner 1823. Pero scotica ingår i släktet Pero och familjen mätare. Inga underarter finns listade i Catalogue of Life.